# Västmanlandsmusiken
Västmanlandsmusiken är ett kommunalförbund, som är stiftat av Västerås kommun och Landstinget Västmanland. Kommunalförbundet har i uppdrag att främja och stödja musik- och danslivet i Västmanlands län. I organisationen finns Västerås konserthus, Västerås Sinfonietta och Länsmusiken.

## Regional Musik och Dans
Verksamheten Regional Musik och Dans har det huvudsakliga uppdraget att främja och stötta musik och dans i länet. Detta görs genom bidrag, rådgivning, hjälp med marknadsföring och subventionerade produktioner. Målet är att tillgängliggöra musiken och dansen för länets invånare. För att kunna fullgöra uppdraget har Västmanlandsmusiken tre producenter som arrangerar och stödjer produktioner. Man driver även projektet Kulturliv för alla där Västmanlandsmusiken går in med femtiotusen kronor per kommun utöver de medel man redan avsatt under villkoret att mottagarkommunen går in med lika mycket.